# Evangelienberg
Der Evangelienberg war ein vorgeschichtlicher Grabhügel zwischen Bernburg (Saale) und dem heutigen Ortsteil Baalberge, der wohl im 18. oder frühen 19. Jahrhundert zerstört wurde.

## Lage
Die genaue Lage des Evangelienbergs ist nicht überliefert. Johann Christoph Bekmann schrieb 1710 über den Standort lediglich, er liege „diesseits Palbergs nach der Stat [d. i. Bernburg] zu“.
In und um Baalberge existierten ursprünglich noch mehrere weitere Grabhügel, von denen bis auf den Schneiderberg alle im späten 18. und im 19. Jahrhundert zerstört wurden. Östlich bei der Bockwindmühle lag der Lange Berg. Am heutigen Friedhof lag der Schinderberg, der 1793 zerstört wurde. 1794 wurde ein Grabhügel bei Rönitz abgetragen. Ein weiterer zerstörter Grabhügel ist der Tochauer Berg bei Kleinwirschleben.
In der weiteren Umgebung befinden sich noch einige erhaltene Grabhügel, so etwa westlich der Grabhügel Stockhof bei Gröna und nördlich der Pfingstberg, der Pohlsberg und das Spitze Hoch bei Latdorf sowie der Fuchsberg bei Weddegast. Ebenfalls nördlich liegen die drei Großsteingräber Heringsberg bei Grimschleben, Bierberg bei Gerbitz und Steinerne Hütte bei Latdorf.

## Geschichte des Hügels
Der Name des Hügels rührt nach Bekmann daher, dass dort in vergangenen Jahrhunderten mehrfach öffentlich die Evangelien verlesen wurden, im 16. Jahrhundert angeblich sogar persönlich von Fürst Wolfgang von Anhalt-Köthen (1508–1562). Zur Zeit von Bekmanns Forschungen um 1710 scheint der Hügel noch intakt gewesen zu sein, Heinrich Lindner nennt um 1833 hingegen den Schneiderberg als einzigen noch erhaltenen Grabhügel in der Gegend um Baalberge. Der Evangelienberg muss also in der Zwischenzeit abgetragen worden sein. Über vorgeschichtliche Funde liegen keine Informationen vor.